# كوتونو

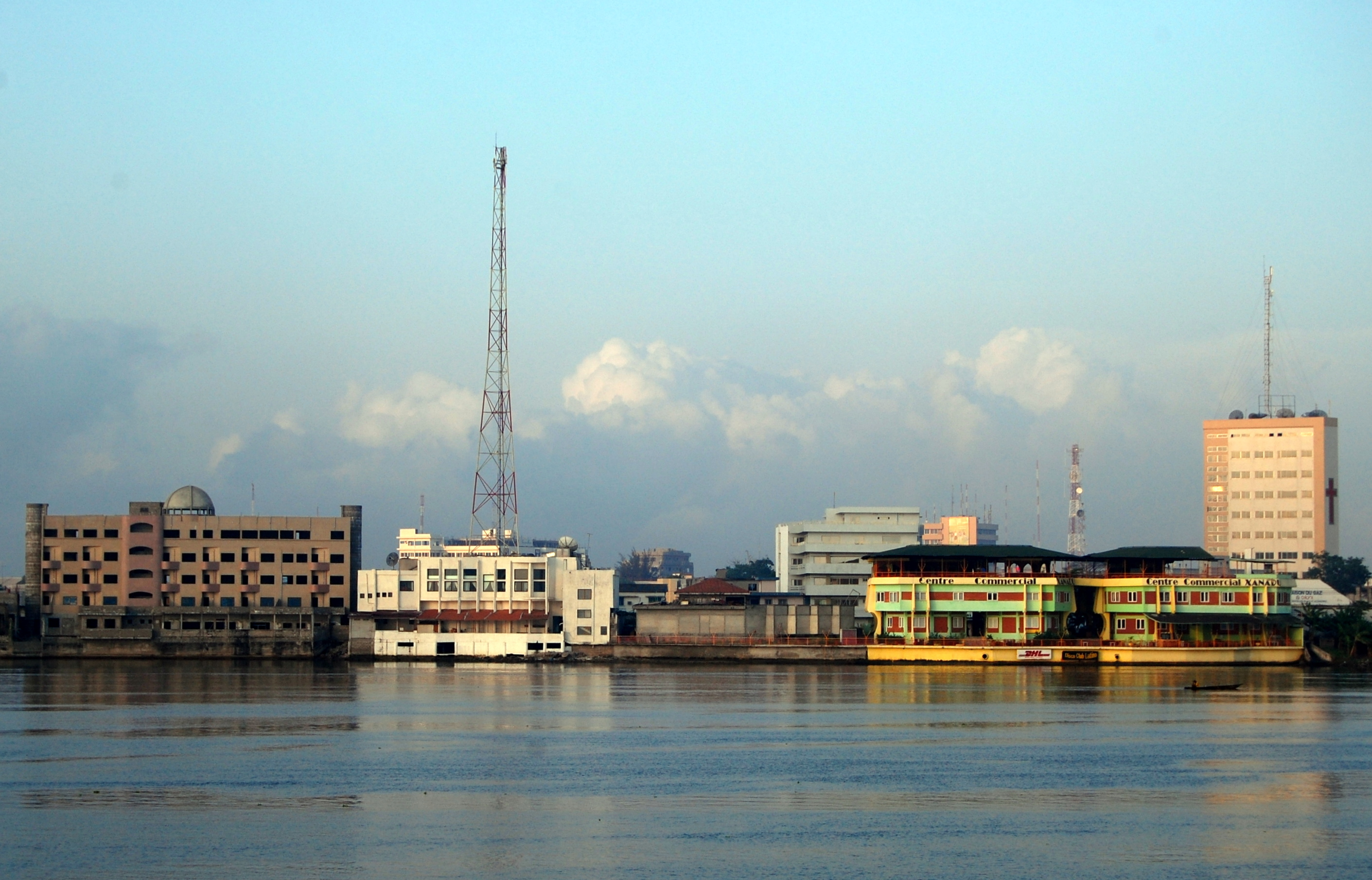
ميناء كوتونو

كوتونو العاصمة الاقتصادية في بنين وأكبر مدنها. يبلغ عدد سكانها 761,137 نسمة سنة 2006 بينما كان عدد سكانها في سنة 1960 يبلغ 70 ألف نسمة. تقع المدينة في جنوب شرق البلاد بحرية نوكووي والمحيط الأطلسي.

## المناخ
يظهر الجدول التالي التغييرات المناخية على مدار السنة لكوتونو:
| البيانات المناخية لـكوتونو                                                                      | البيانات المناخية لـكوتونو | البيانات المناخية لـكوتونو | البيانات المناخية لـكوتونو | البيانات المناخية لـكوتونو | البيانات المناخية لـكوتونو | البيانات المناخية لـكوتونو | البيانات المناخية لـكوتونو | البيانات المناخية لـكوتونو | البيانات المناخية لـكوتونو | البيانات المناخية لـكوتونو | البيانات المناخية لـكوتونو | البيانات المناخية لـكوتونو | البيانات المناخية لـكوتونو |
| الشهر                                                                                           | يناير                      | فبراير                     | مارس                       | أبريل                      | مايو                       | يونيو                      | يوليو                      | أغسطس                      | سبتمبر                     | أكتوبر                     | نوفمبر                     | ديسمبر                     | المعدل السنوي              |
| ----------------------------------------------------------------------------------------------- | -------------------------- | -------------------------- | -------------------------- | -------------------------- | -------------------------- | -------------------------- | -------------------------- | -------------------------- | -------------------------- | -------------------------- | -------------------------- | -------------------------- | -------------------------- |
| الدرجة القصوى °م (°ف)                                                                           | 36.1 (97.0)                | 38.6 (101.5)               | 36.0 (96.8)                | 35.4 (95.7)                | 39.0 (102.2)               | 33.0 (91.4)                | 33.5 (92.3)                | 31.8 (89.2)                | 31.6 (88.9)                | 33.4 (92.1)                | 35.4 (95.7)                | 36.6 (97.9)                | 39.0 (102.2)               |
| متوسط درجة الحرارة الكبرى °م (°ف)                                                               | 30.8 (87.4)                | 31.6 (88.9)                | 31.9 (89.4)                | 31.6 (88.9)                | 31.0 (87.8)                | 29.2 (84.6)                | 28.0 (82.4)                | 27.8 (82.0)                | 28.4 (83.1)                | 29.6 (85.3)                | 30.9 (87.6)                | 30.8 (87.4)                | 30.1 (86.2)                |
| المتوسط اليومي °م (°ف)                                                                          | 27.3 (81.1)                | 28.5 (83.3)                | 28.9 (84.0)                | 28.6 (83.5)                | 27.8 (82.0)                | 26.5 (79.7)                | 25.8 (78.4)                | 25.6 (78.1)                | 26.0 (78.8)                | 26.7 (80.1)                | 27.6 (81.7)                | 27.3 (81.1)                | 27.2 (81.0)                |
| متوسط درجة الحرارة الصغرى °م (°ف)                                                               | 23.8 (74.8)                | 25.4 (77.7)                | 25.9 (78.6)                | 25.6 (78.1)                | 24.6 (76.3)                | 23.7 (74.7)                | 23.7 (74.7)                | 23.4 (74.1)                | 23.6 (74.5)                | 23.8 (74.8)                | 24.3 (75.7)                | 23.8 (74.8)                | 24.3 (75.7)                |
| أدنى درجة حرارة °م (°ف)                                                                         | 17.0 (62.6)                | 17.9 (64.2)                | 18.5 (65.3)                | 20.7 (69.3)                | 19.6 (67.3)                | 20.0 (68.0)                | 18.8 (65.8)                | 19.8 (67.6)                | 20.0 (68.0)                | 19.1 (66.4)                | 21.0 (69.8)                | 17.9 (64.2)                | 17.0 (62.6)                |
| الهطول مم (إنش)                                                                                 | 9.2 (0.36)                 | 36.8 (1.45)                | 73.8 (2.91)                | 137.0 (5.39)               | 196.9 (7.75)               | 356.0 (14.02)              | 147.0 (5.79)               | 64.9 (2.56)                | 99.0 (3.90)                | 126.7 (4.99)               | 41.4 (1.63)                | 19.6 (0.77)                | 1٬308٫3 (51.51)            |
| متوسط أيام هطول الأمطار (≥ 1.0 mm)                                                              | 1                          | 2                          | 4                          | 7                          | 11                         | 15                         | 8                          | 5                          | 8                          | 8                          | 4                          | 2                          | 75                         |
| متوسط الرطوبة النسبية (%)                                                                       | 82                         | 82                         | 80                         | 82                         | 83                         | 87                         | 86                         | 86                         | 86                         | 86                         | 85                         | 83                         | 84                         |
| ساعات سطوع الشمس الشهرية                                                                        | 213.9                      | 210.0                      | 223.2                      | 219.0                      | 213.9                      | 141.0                      | 136.4                      | 148.8                      | 165.0                      | 207.7                      | 243.0                      | 223.2                      | 2٬345٫1                    |
| ساعات سطوع الشمس اليومية                                                                        | 6.9                        | 7.5                        | 7.2                        | 7.3                        | 6.9                        | 4.7                        | 4.4                        | 4.8                        | 5.5                        | 6.7                        | 8.1                        | 7.2                        | 6.4                        |
| المصدر #1: NOAA                                                                                 |                            |                            |                            |                            |                            |                            |                            |                            |                            |                            |                            |                            |                            |
| المصدر #2: الأرصاد الجوية الألمانية (humidity, 1951–1967), Meteo Climat (record highs and lows) |                            |                            |                            |                            |                            |                            |                            |                            |                            |                            |                            |                            |                            |

## توأمة
لكوتونو اتفاقيات توأمة مع كل من:
- تايبيه (1967 - )
- لاغوس
- أتلانتا
- جيلينا

## أعلام
- إميل درلين زينسو
- ماثيو كيريكو
- ويلفريد تيفودجر
- ألفونس آلي
- فنسنت منساه
- داميين كريسوستوم
- جول بيسان
- موفتاو أدو
- هوبير ماغا